# Doug Powell
Doug Powell (Peru, 28 agosto 1957) è un ex sciatore alpino statunitense.

## Biografia
Discesista puro originario della contea di Westchester, Powell nella stagione 1977-1978 in Nor-Am Cup vinse la classifica di specialità; in Coppa del Mondo ottenne il primo piazzamento il 6 gennaio 1979 a Morzine (10º), il miglior risultato il 6 marzo 1981 ad Aspen (9º) e l'ultimo piazzamento il 13 dicembre dello stesso anno in Val Gardena (13º). Nella stagione 1982-1983 in Nor-Am Cup vinse nuovamente la classifica di specialità; non prese parte a rassegne olimpiche e non ottenne piazzamenti ai Campionati mondiali.

## Palmarès

### Coppa del Mondo
- Miglior piazzamento in classifica generale: 65º nel 1981

### Nor-Am Cup
- Vincitore della classifica di discesa libera nel 1978 e nel 1983[senza fonte]